# Congrès de La Haye (1872)
Cet article concerne le Congrès de La Haye de 1872. Pour le Congrès de La Haye de 1948, voir Congrès de La Haye.
 (novembre 2019).
Améliorez-le ou discutez des points à vérifier. 

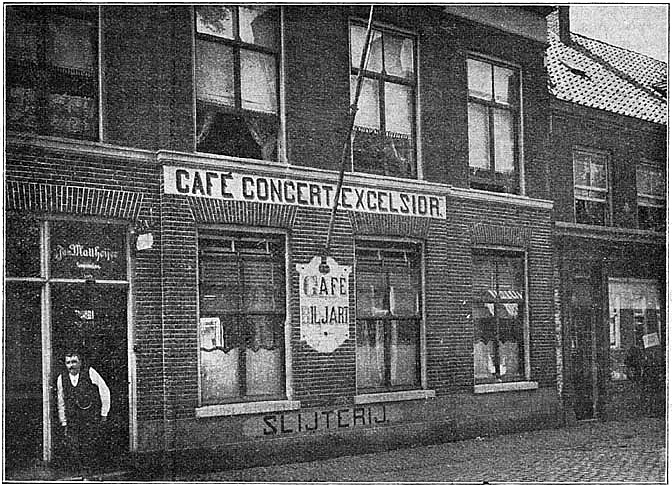
Café Concert Excelsior, Lange Lombardstraat 109, La Haye, lieu du congrès de La Haye de la Première Internationale en 1872 (photo de 1904)

En 1872, l'Association internationale des travailleurs s'assemble en Congrès à la Haye. Elle est notamment vouée à tirer les enseignements de l'échec de la Commune de Paris.
Dans le débat opposant communistes et anarchistes quant à l'organisation de l'État, Marx prône un contrôle des structures étatiques par les travailleurs où Bakounine se fait l'avocat d'une abolition pure et simple de celles-ci. Le dernier accusant le premier d'autoritarisme, il se verra exclure de cette Première Internationale. Il fondera plus tard l'Internationale anti-autoritaire, tandis que la Première Internationale s'éteindra en 1876.